# プレトリア・キャッスル (護衛空母)
|            | |
| 艦歴       | |
| 発注       | |
| 起工       | |
| 進水       | 1938年10月12日                                                                                              |
| 竣工       | 1939年4月（客船として）                                                                                     |
| 就役       | 1939年11月28日 1943年7月29日                                                                                |
| 退役       | 1942年8月 1946年1月26日                                                                                     |
| その後     | 1946年に売却 1962年7月にスクラップとして廃棄                                                                |
| 除籍       | |
| 前級       | ナイラナ級航空母艦                                                                                          |
| 次級       | アーチャー (護衛空母)                                                                                       |
| 性能諸元   | |
| 排水量     | 基準：19,650 トン 常備：23,450 トン                                                                         |
| 全長       | 594 ft (181 m)                                                                                              |
| 全幅       | 76 ft (23 m)                                                                                                |
| 吃水       | 29 ft (8.8 m)                                                                                               |
| 飛行甲板長 | 170.1 m×23.2 m                                                                                              |
| 機関       | H&W-B&W式8気筒ディーゼル機関2基2軸推進                                                                      |
| 最大出力   | 16,000 bhp                                                                                                  |
| 最大速力   | 17ノット (33 km/h)                                                                                          |
| 乗員       | |
| 兵装       | Marks XVI 10.2cm(45口径)連装高角砲2基4門 4cm(39口径)4連装機関砲4基16門 エリコン20mm(70口径)連装機銃10基20門 |
| 航空兵装   | 21機、昇降機1基、カタパルト1基                                                                              |

プレトリア・キャッスル (HMS Pretoria Castle, F61) は、イギリス海軍の護衛空母。

## 艦歴
「プレトリア・キャッスル」はユニオン＝キャッスル・ラインのオーシャン・ライナーとして、ベルファストのハーランド・アンド・ウルフ社で1938年に進水、1939年に竣工し、アフリカ一周航路に就航した。
1939年10月に海軍によって取得され、6インチ砲および3インチ砲を装備した武装商船に改装。同年11月28日に就役した。プレトリア・キャッスルは武装商船としてフリータウンを拠点に船団護衛に従事した。
1941年6月17日、「プレトリア・キャッスル」はヴィシーフランス船「Desirade」を拿捕した。8月15日、「プレトリア・キャッスル」と軽巡洋艦「デスパッチ」は「Nordeney」を捕捉。この船は自沈した。
1942年7月16日に海軍により完全に購入され、「プレトリア・キャッスル」はタインアンドウィアのスワン・ハンター造船所で護衛空母に改装された。1943年7月29日に空母として就役、8月9日に改装は完了した。「プレトリア・キャッスル」は試験用空母としてウェスタンアプローチ管区に配属された。1943年10月にはDS46船団の護衛に参加している。
1945年、エリック「ウィンクル」・ブラウン大尉の操縦するベル エアラコブラ Mk1、機体番号AH574が着艦し、「プレトリア・キャッスル」は航空史の一部となった。これは前輪式降着装置装備機による空母への初の着艦であった。
戦後、「プレトリア・キャッスル」は1946年にユニオン＝キャッスル・ラインに売却され客船に改装、「ウォリック・キャッスル (Warwick Castle)」と改名され、イギリス - 南アフリカ間を運行した。「ウォリック・キャッスル」は1962年にバルセロナで売却され、スクラップとして廃棄された。

## 参考図書
- 「世界の艦船増刊第71集　イギリス航空母艦史」(海人社)
- 海人社『世界の艦船』1986年10月号 No.370